# Evening in the Studio
Evening in the Studio ist ein Gemälde von Lucian Freud aus dem Jahr 1993.
Es ist das erste Bild in einer Serie von vier Akten, die zwischen 1993 und 1996 jeweils im Abstand von rund einem Jahr in Freuds Londoner Atelier entstanden sind. Modell der Bilder war immer Sue Tilley.
Der Kontakt zwischen Sue Tilley und Freud wurde durch Leigh Bowery hergestellt, der mit Freud befreundet war und ihm ebenfalls mehrfach Modell gesessen hat. Bowery hatte Sue Tilley, die eine Anstellung in einem Londoner Arbeitsamt hatte, in dem Londoner Nachtklub „Taboo“ kennengelernt. Freud überzeugte die damals ungefähr 125 Kilogramm wiegende Sue Tilley, sich ihm als Modell über mehrere Jahre zur Verfügung zu stellen. Die Sitzungen, die in der Regel an Wochenenden gegen Abend stattfanden und mehrere Stunden dauerten, zogen sich rund neun Monate hin.
Das Bild war im November 1993 fertiggestellt und wurde direkt aus seinem Londoner Atelier nach New York gebracht, um im Metropolitan Museum of Art in der Ausstellung Lucian Freud: Recent Works, die am 16. Dezember 1993 eröffnet wurde, gezeigt zu werden.

## Beschreibung
In einem Zimmer liegt auf dem Dielenboden quer vor einem Bett eine nackte schlafende Frau. Der Körper ist dem Betrachter, der von oben auf die Szene schaut, leicht zugewendet, sodass der Kopf, die riesigen Brüste, der Bauch und das Geschlecht zwischen ihren gespreizten schweren Schenkeln sich dem Blick des Betrachters schonungslos darbieten. Wie bei einem Medusenhaupt ringeln sich ihre langen schwarzen Haare um den Kopf.
Neben dem Bett sitzt eine schwarzweiß gekleidete Frau mit gelöstem Haar in einem Sessel. Sie scheint mit der Arbeit an einer mit einem floralen Muster bestickten Decke beschäftigt zu sein, die über ihre Schoß bis weit auf den Boden fließt. Auf dem Metallbett mit gestreifter Matratze, weißem Bettzeug und einer grauen Decke schläft zusammengerollt ein Hund.
Den Hintergrund des Bildes bildet eine grau, gelb und ocker gefleckte Wand mit dem Ausschnitt eines Fensters, aus dem Tageslicht ins Zimmer fällt.
Auf den Körper der Frau fällt von vorne helles Licht und ruft vereinzelt weiße Reflexe auf den Fleischmassen hervor. Der Körper der Frau ist an vielen Stellen mit roten Farbakzenten – Tupfern, kleinen Flecken und Linien – akzentuiert, sodass der Blick des Betrachters immer wieder zu diesen Stellen zurückgelenkt wird: Brustwarzen, Busen, die Innenseiten der Oberschenkel, die Füße – sie werden auf diese Weise von den weißlich-gelblichen Partien des Inkarnats abgesetzt und hervorgehoben.